# Long Beach Ice Dogs
Die Long Beach Ice Dogs waren ein US-amerikanisches Eishockeyfranchise aus Long Beach, Kalifornien. Die Spielstätte der Ice Dogs war die Long Beach Sports Arena. 

## Geschichte
Die Los Angeles Ice Dogs wurden im Anschluss an die Saison 1995/96 nach Long Beach, Kalifornien, umgesiedelt und nahmen deren Platz in der International Hockey League ein, in der sie unter dem Namen Long Beach Ice Dogs bis 2000 spielten. Gleich in ihrer ersten Spielzeit erreichte die Mannschaft in der Saison 1996/97 das Finale um den Turner Cup, unterlag dort jedoch den Detroit Vipers in der Best-of-Seven-Serie mit 2:4 Siegen. Auch in den folgenden drei Jahren erreichte das Team mindestens die zweite Playoffrunde, doch trotz der Erfolge in der IHL wechselte die Mannschaft, die in den ersten vier Jahren stets vom ehemaligen kanadischen NHL-Profi John Van Boxmeer betreut wurden, 2000 in die West Coast Hockey League. Als diese drei Jahre später aufgelöst wurde, schloss sich Long Beach zusammen mit einigen anderen Mannschaften der Liga der mittlerweile landesweit operierenden ECHL an. Nach der Saison 2006/07 verkündeten die Besitzer der Ice Dogs, dass sie aufgrund anhaltender Verluste das Franchise nicht aufrechterhalten könnten, woraufhin sie vom Spielbetrieb der ECHL suspendiert wurden.

## Team-Rekorde

### Karriererekorde
Spiele: 303  Mike Matteucci
Tore: 110  Patrik Augusta
Assists: 145  Dan Lambert
Punkte: 227  Patrik Augusta
Strafminuten: 935  Mike Matteucci

## Bekannte Spieler
- Doug Ast
- Patrik Augusta
- Philippe Boucher
- Nikolai Chabibulin
- Mike Crowley
- Mark Hardy
- John Lilley
- Patrik Štefan
- Sean Tallaire
- Kevin Todd
- Joel Ward